# Liban na Zimowych Igrzyskach Olimpijskich 2010

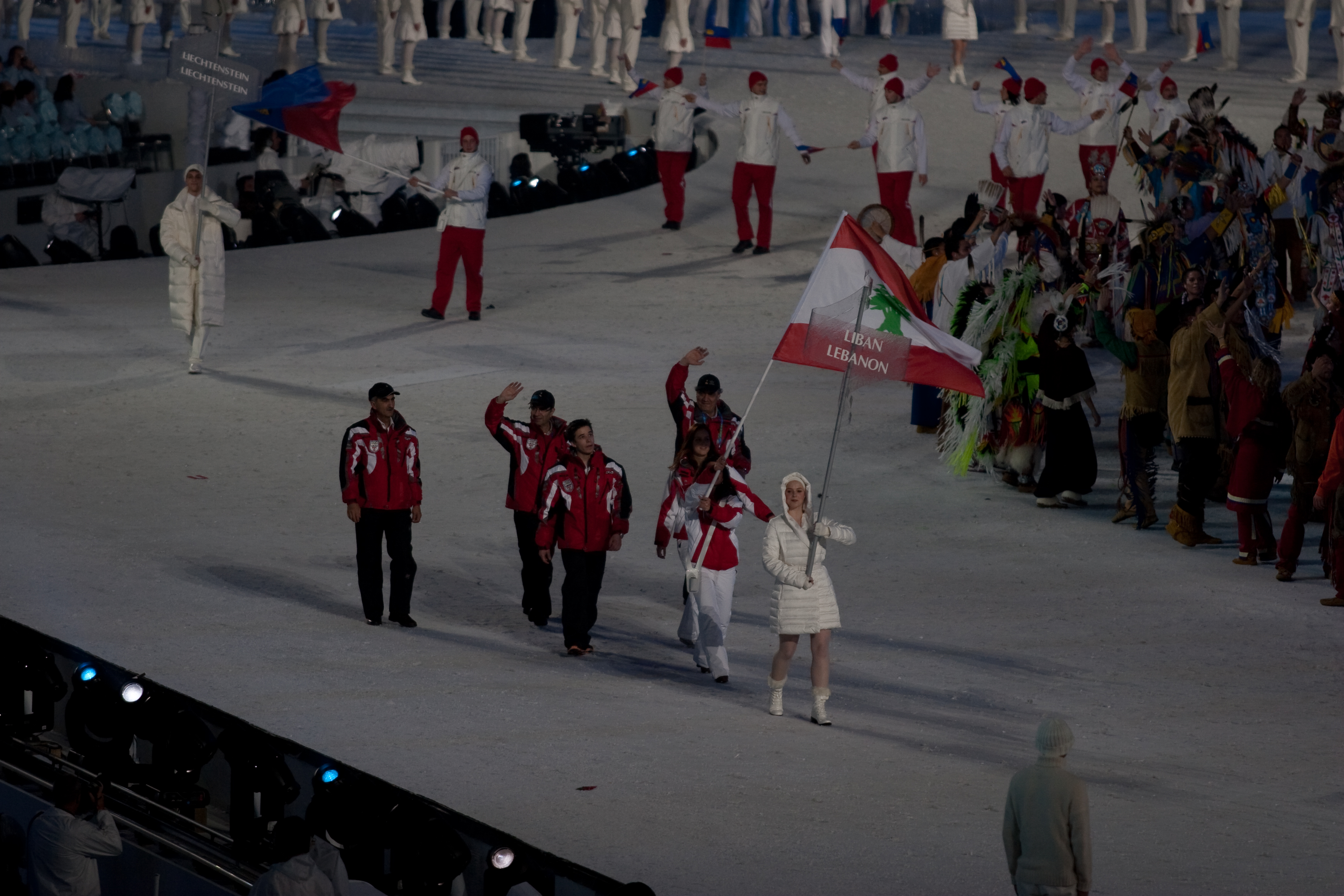
Reprezentacja Libanu podczas ceremonii otwarcia igrzysk olimpijskich

Liban na Zimowych Igrzyskach Olimpijskich 2010 reprezentowało troje zawodników.

## Narciarstwo alpejskie
| Zawodnik      | Konkurencja       | 1 przejazd | 1 przejazd | 2 przejazd | 2 przejazd | Łącznie | Łącznie | Źródło               |
| Zawodnik      | Konkurencja       | Czas       | Pozycja    | Czas       | Pozycja    | Czas    | Pozycja | Źródło               |
| ------------- | ----------------- | ---------- | ---------- | ---------- | ---------- | ------- | ------- | -------------------- |
| Ghassan Achi  | slalom gigant (m) | 1:27,19    | 67.        | DNF        | DNF        | DNF     | DNF     | [ 1 ] [ 2 ] [ 3 ]    |
| Ghassan Achi  | slalom (m)        | DNF        | DNF        | DNF        | DNF        | DNF     | DNF     | [ 4 ] [ 5 ] [ 6 ]    |
| Chirine Njeim | slalom gigant (k) | 1:23,28    | 50.        | 1:18,33    | 42.        | 2:41,61 | 43.     | [ 7 ] [ 8 ] [ 9 ]    |
| Chirine Njeim | slalom (k)        | 58,97      | 53.        | 59,23      | 43.        | 1:58,20 | 43.     | [ 10 ] [ 11 ] [ 12 ] |
| Jacky Chamoun | slalom (k)        | 1:09,41    | 71.        | 1:08,62    | 54.        | 2:18,03 | 54.     | [ 10 ] [ 11 ] [ 12 ] |